# مکداف (مک‌بث)

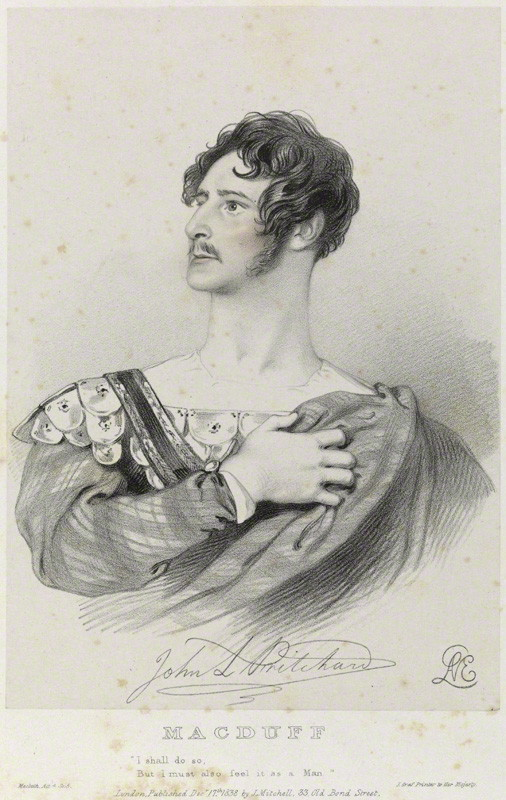
لرد مکداف

رد مکداف، تانِ (فرماندار به گیلیک) فایف، شخصیتی است در مکبث اثرویلیام شکسپیر که در بین سال‌های ۱۵۹۹ تا ۱۶۰۶ میلادی نوشته است. او یک نقش محوری‌ای را در نمایشنامه ایفا می‌کند: او به درستی مکبث مشکوک می‌شود به اتهام شاه کشی و در نهایت او را می‌کشد. او می‌تواند به عنوان قهرمان انتقامجو دیده شود که کمک می‌کند اسکاتلند را از استبداد مکبث نجات دهد. با وجودی که خیلی در طول نمایش دیده نمی‌شود، مکداف به عنوان یک متضاد برای مکبث و یک شخصیت اخلاقی تلقی می‌شود.

## نقش در نمایش
اولین ظهور مکداف در نمایش در پرده ۲، صحنه ۳ است. او به یک دربان مست می‌گوید وظیفه‌اش که بیدار کردن پادشاه دانکن است را انجام دهد. دانکن شب قبل در کاخ مکبث خوابیده بوده است و مکبث او را به قتل رسانده است. هنگامی که مکداف جنازه دانکن را می‌بیند (که توسط مکبث کشته شده است، اما به نظر می‌رسد که نگهبانان اطراف در مقصر بوده‌اند چون مکبث چاقویش را کنار آنها گذاشته بود و آن را به خون دانکن آغشته کرده بود)، به کاخ هشدار می‌دهد که شاه کشته شده است. مکداف، زمانی که مکبث می‌گوید: «وای بسیار پشیمانم که خشم دیوانه وارم جانشان را گرفت/» و مکداف پاسخ می‌دهد: «چرا مگر چه کرده‌ای؟» و مکبث می‌گوید «چون من آنان را کشتم»(۱۰۲–۲٫۳٫۱۰۱) به او مشکوک می‌شود. نام مکدوف در این صحنه ظاهر نمی‌شود؛ بلکه بانکو به او اشاره می‌کند به عنوان «Duff عزیز» (2.3.105).